# Agrostis striata
Agrostis striata là một loài thực vật có hoa trong họ Hòa thảo. Loài này được Colenso mô tả khoa học đầu tiên năm 1889.